# Pierre Gaultier de Varennes, Sieur de La Vérendrye
Gaultier de Varennes, Sieur de La Vérendrye, francosko-kanadski častnik, trgovec s krznom in raziskovalec, * 17. november 1685, Trois Rivières, Quebec, Kanada, † 6. december 1749, Montréal.
La Vérendrye se je z dvanajstimi leti vpisal v pomorsko akademijo. Leta 1707 je odpotoval v Francijo in se pridružil francoskim oboroženim silam med vojno za špansko nasledstvo. Leta 1708 je sodeloval v bitki za Malplaquet in bil hudo ranjen od topovskega izstrelka in osem vbodov od sablje. Sovražnik ga je tudi ujel. Leta 1710 so ga izpustili. Povišali so ga v čin poročnika.
La Vérendrye je bil eden največjih raziskovalcev kanadskega zahoda. Skupaj s sinovoma Louisom-Josephom in Françoisom Gaultierjem je raziskal ter odprl deželo med Gornjim jezerom in rekama Saskatchewan in Missouri za francosko trgovanje s krznom. S tem je zlomil monopol, ki ga je do tedaj imela družba Hudsonov zaliv s sedežem v Londonu, in okrepil francoske ozemeljske zahteve v Severni Ameriki.
Leta 1728 je postal poveljnik francoskih vojaških postojank na severni obali Gornjega jezera. 
Leta 1731 je prispel do Winnipeškega jezera. Med letoma 1731 in 1737 je med Gornjim in Winnipeškim jezerom zgradil veliko trgovskih postojank. Na ozemlju okoli Winnipeškega jezera so leta 1736 potekali boji med Suji (Sioux) in tedaj je umrlo tudi veliko članov njegove odprave, med njimi njegov sin Jean-Baptiste.
Leta 1738 je potoval v jugozahodni smeri do reke Misuri in se leta 1744 vrnil v Quebec. Med pripravami za naslednjo odpravo je umrl, njegova sinova pa sta nadaljevala z raziskovanjem Kanade.